# Lista över Sveriges regenters utomäktenskapliga barn
Sveriges regenters utomäktenskapliga barn enligt källor under berörda artiklar.

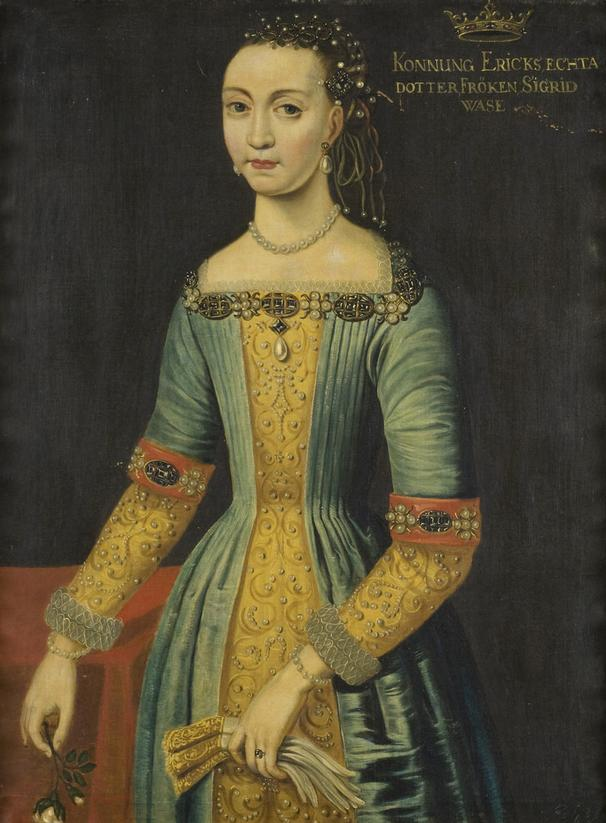
Prinsessan Sigrid föddes utomäktenskapligt men blev legitim som kunglig när föräldrarna två år senare vigdes.

## Olof Skötkonung
med Edla av Venden
- Emund den gamle (död c. 1060)

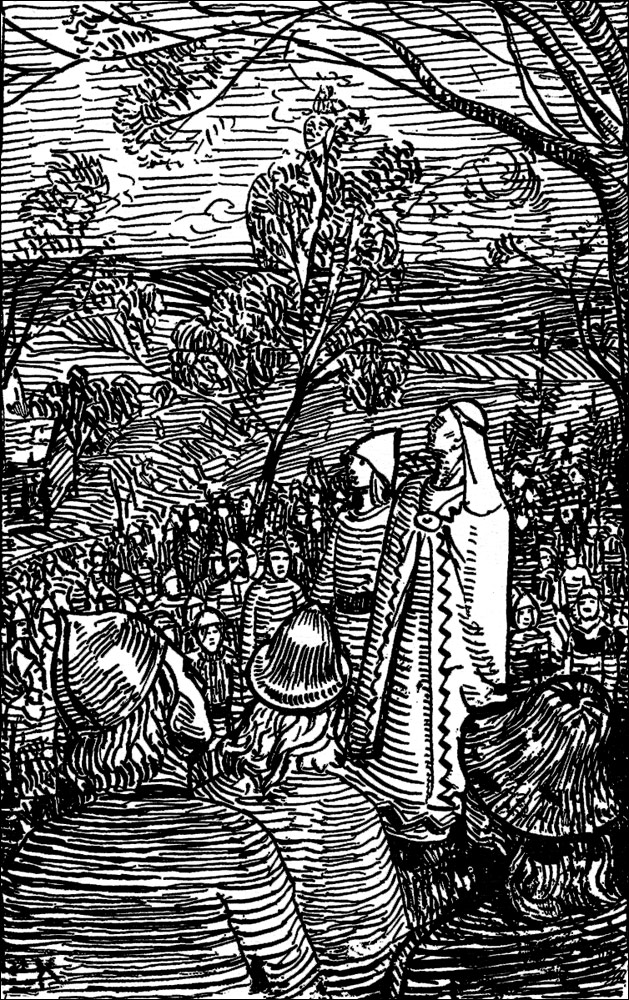
Fantasibild från 1800-talet på kung Olofs dotter Astrid.

- Astrid, drottning av Norge (död 1035)

## Birger jarl
med okänd partner
- Gregers Birgersson (död 1276)

## Valdemar
med Jutta av Danmark
- Son av okänt namn (omtvistad)

## Karl Knutsson (Bonde)
- Karl Karlsson (född c. 1465), med Kristina Abrahamsdotter (blev inomäktenskaplig genom deras senare giftermål)
- Anna Karlsdotter (gift med Håkan Svensson Böllja), med samma Kristina (enligt Carl Georg Starbäck) - betvivlad
- Karin Karlsdotter (gift med Erengisle Björnsson Diekn), med okänd partner

## Sten Sture den äldre
med okänd partner
- Birgitta (död 1536)

## Erik XIV
- Virginia Eriksdotter (1559-1633), med Agda Persdotter
- Constantia Eriksdotter (1560-1649), med Agda (ovan)
- Lucretia Eriksdotter, f. 1564, d. tid. 1574, med Agda (ovan)
- Barn av okänt namn (begravt 1565), med Karin Jacobsdotter
- Sigrid Eriksdotter Vasa 1566-1633, med Karin Månsdotter (blev inomäktenskaplig genom deras senare giftermål)
- Gustav Eriksson Vasa 1568-1607, med Karin Månsdotter (blev inomäktenskaplig genom deras senare giftermål)

## Johan III
med Karin Hansdotter
- Augustus Johansson (1557-1560)

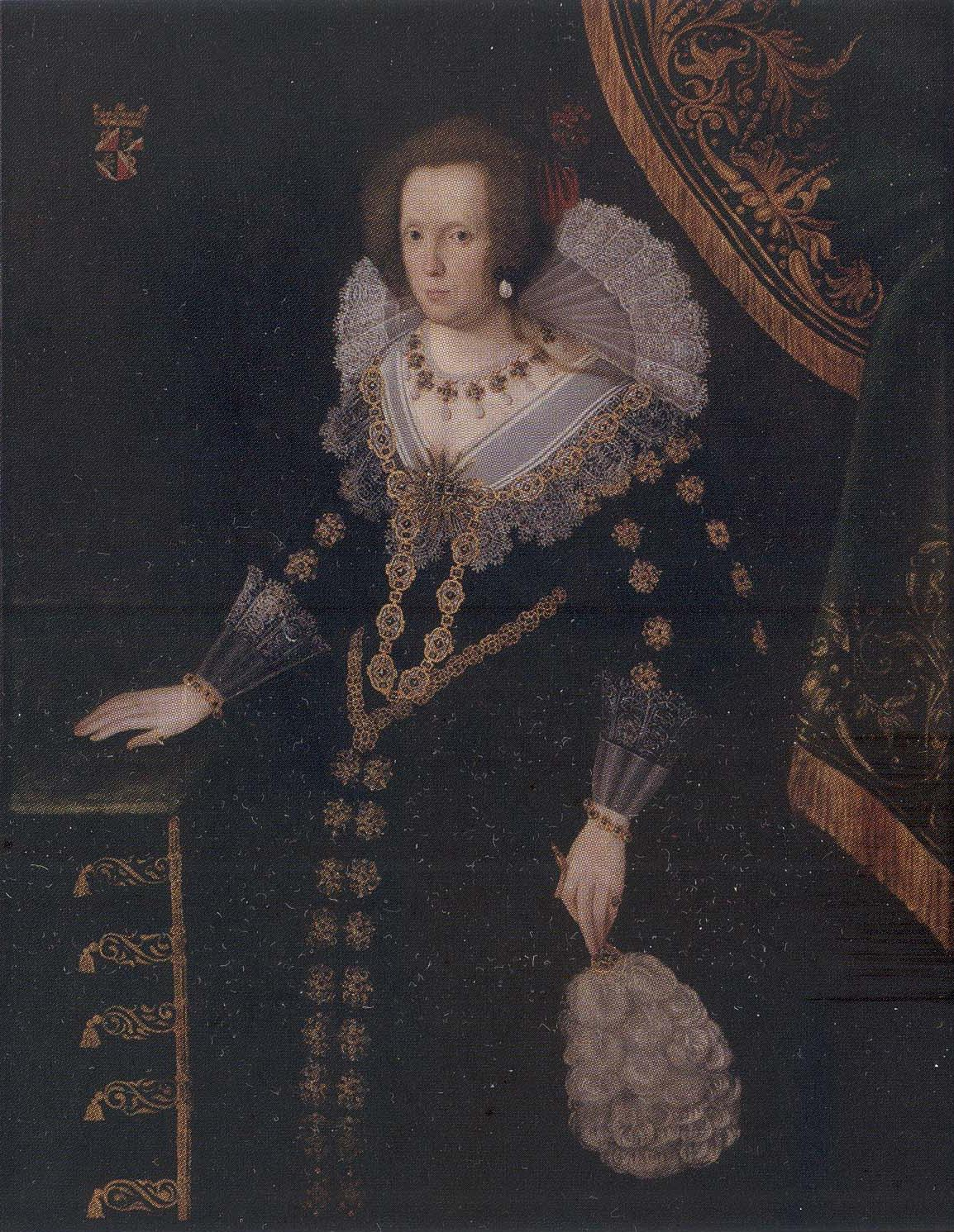
Kung Johan III:s dotter Sofia.

- Sofia Johansdotter Gyllenhielm (ca 1559-1583)
- Julius Johansson Gyllenhielm, (1560-1580/81)
- Lucretia Johansdotter Gyllenhielm 1561-1585

## Karl IX
med Karin Nilsdotter
- Carl Carlsson Gyllenhielm (1574-1650)

## Gustav II Adolf
- Gustaf Gustafsson af Vasaborg (1616-1653), med Margareta Slots

## Karl X Gustav
- Carolus Wenzeslaus Jankoffsky (född c. 1643) med Ludmilla Jankowska von Lazan
- Gustaf Carlson (1647-1708), med Märta Allertz
- Nils Carlsson (född 1648), troligen med Valborg Staffansdotter
- Samuel Carlsson (död 1691), med Sidonia Johansdotter
- Anna Carlsdotter Körnigh (gift 1669), med Svana-Lilla Lobjörn

## Fredrik I
med Hedvig Taube

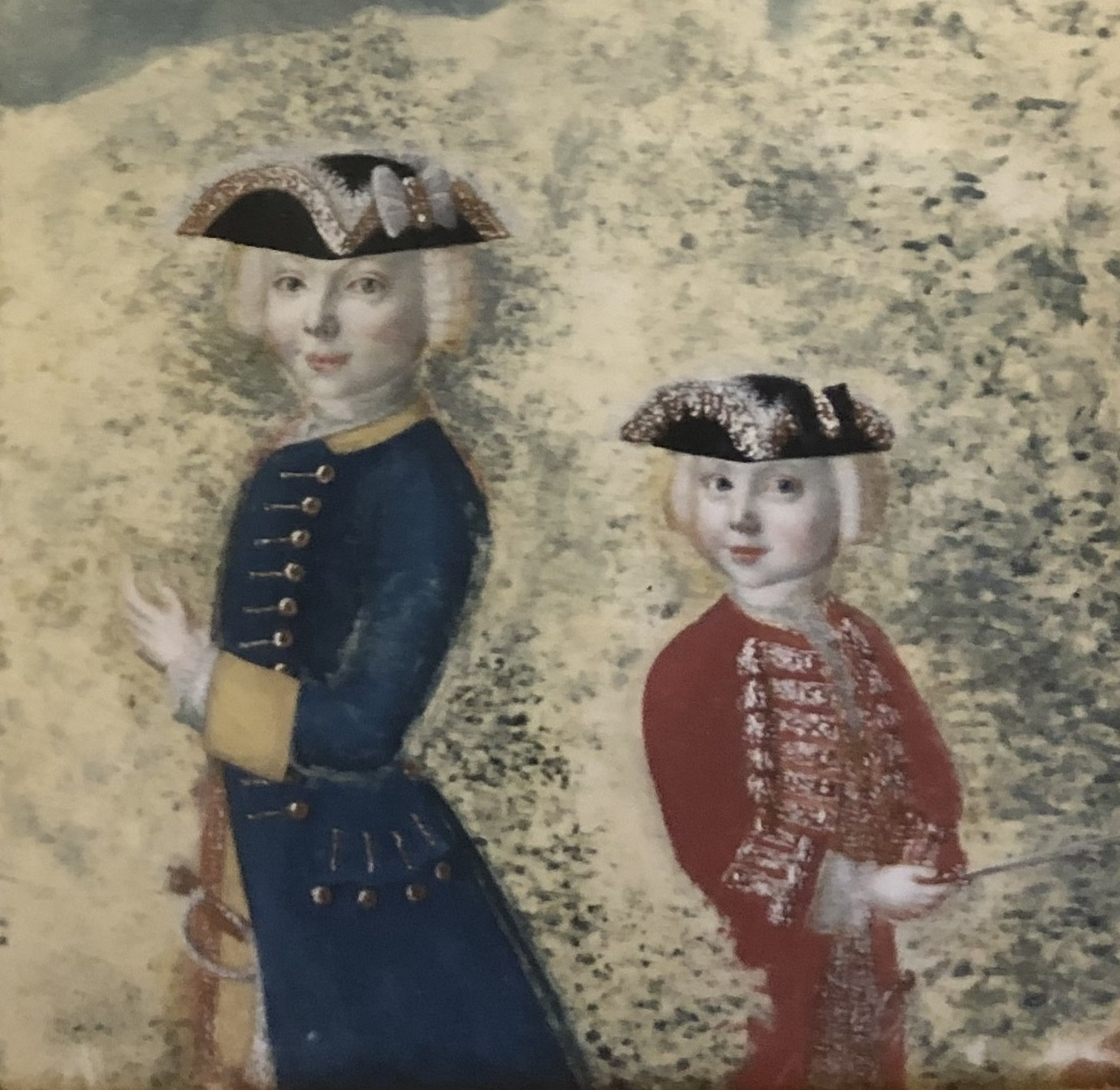
Kung Fredriks söner Fredrik Wilhelm och Karl Edvard.

- Anonyma, senare döpt Fredrika Vilhelmina (1732-1734), kallad Mamsell Ehrlich
- Fredrik Vilhelm von Hessenstein (1735-1808)
- Karl Edvard von Hessenstein (1737-1769)
- Hedvig Amalia von Hessenstein (1743-1752)

## Adolf Fredrik
- Frederici Fredriksson (död 1771), med Marguerite Morel
- Lolotte Forssberg (1766-1840), med Ulla von Liewen (enligt prinsessan Sofia Albertina)

## Gustav IV Adolf
- Adolf Gustavsson (död 1900), såsom frånskild ex-kung med Maria Schlegel

## Karl XIII
- Carl Löwenhielm (1772-1861), med Augusta Fersen

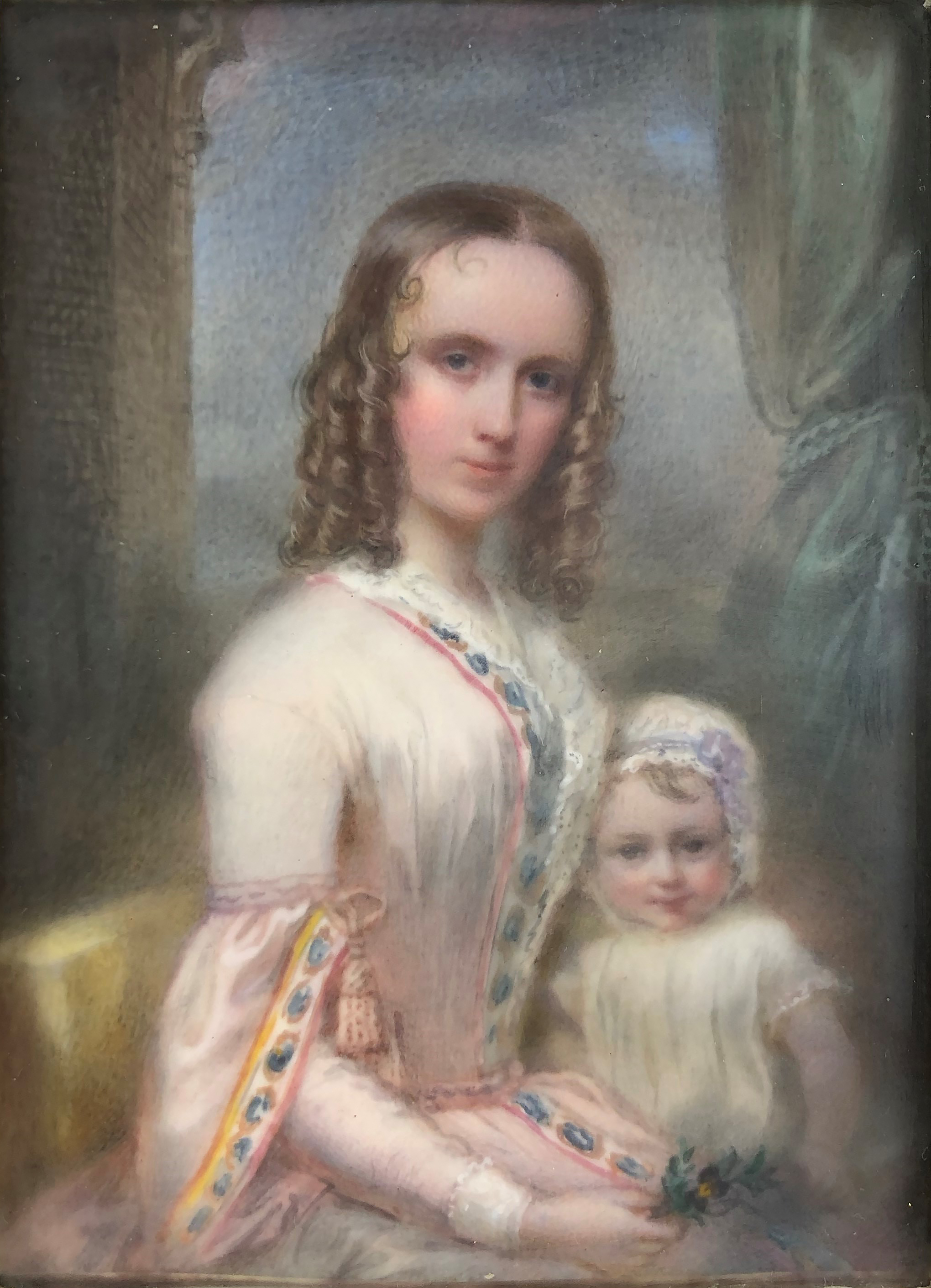
Oscar I:s son Max Högqvist med modern Emilie.

## Karl XIV Johan
- Olympe-Louise-Cathérine Lamour (1789), med Cathérine Josèphe Lamour
- Maria Malm (född c. 1815), med Mariana Koskull

## Oscar I
- Hjalmar Högquist (1839–1874), med Emilie Högqvist
- Max Högqvist (1840–1872), med Högquist (ovan)
- Oscara Meijergeer Hilder (1817–1880), med Jacquette Löwenhielm

## Karl XV

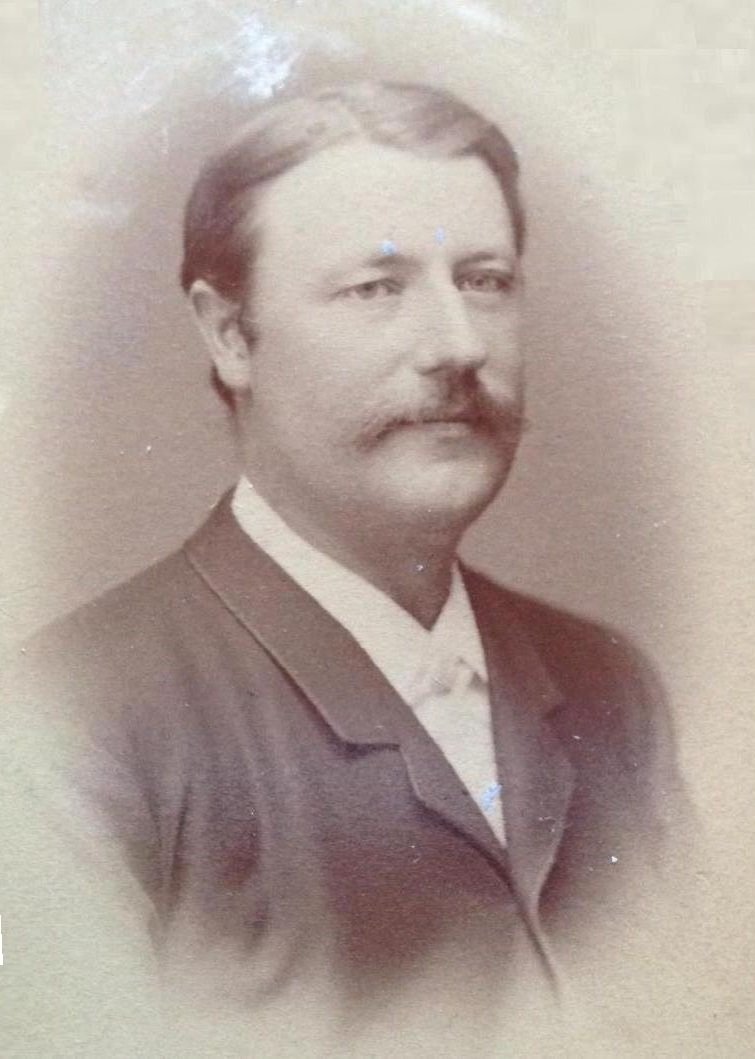
Carl Johan Bolander anges av Carl-Erik Sahlberg som son till kung Karl XV.

- Carl Johan Bolander (1854-1903), med Anna Margareta Lindqvist Bolander
- Ellen Maria Svensson Hammar (1865-1931), med Johanna Matilda Styrell Stjernblad

## Oscar II
- Arthur Bäckström (1861-1941), med Valfrida "Lilly" Ehrenklou Bäckström (enligt Agneta Ulfsäter-Troell)
- James Keiller den yngre (1867-1962), med Hilda Falck (enligt svaga källor)
- Amanda Personne (1872-1955), med Carolina Lovisa Jansson
- Nils (Carl?) Ekstam d'Aubebard Leman, med Marie Friberg (enligt Martin Stugart)
- August Ekstam d'Aubebard Leman (född 1878), med Friberg (ovan)

## Gustaf VI Adolf
med Judith Cecilia Serafia Andersson von Haugwitz
- Carl-Erik Olivebring (1919-2002)

Enligt födelseboken Hedemora församling var Olivebrings fader en hemmansägare vid namn Lars Ersson (född 1844).